# Красные ведёрки

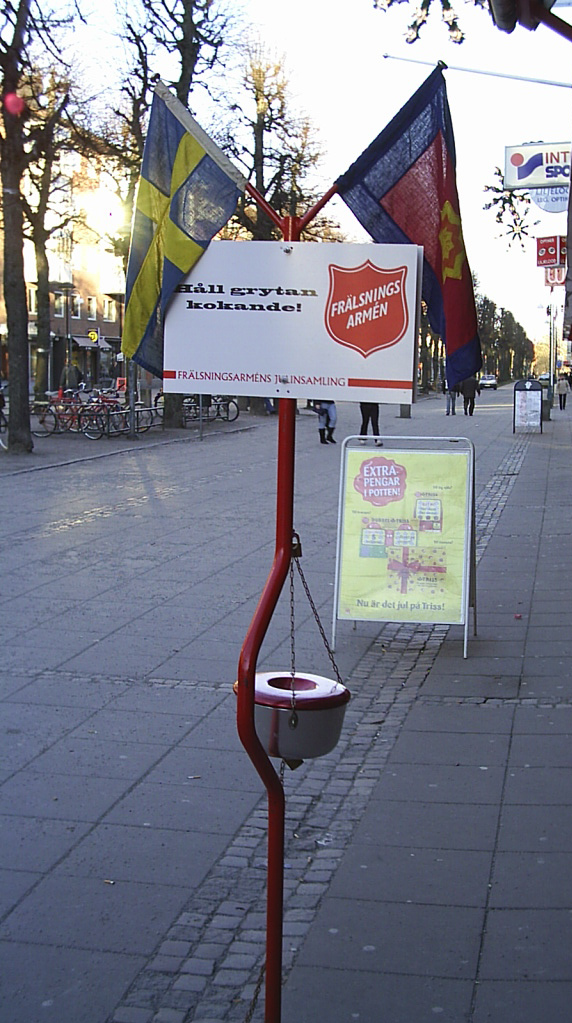
«Рождественское ведёрко» в Швеции

«Красные ведёрки» (англ. red kettles, англ. Christmas kettles) — одна из самых известных уличных кампаний Армии спасения. Это наиболее узнаваемая кампания во время Рождественского сезона, когда волонтеры играют на музыкальных инструментах или поют рождественские песни, звонят в ручные колокола, чтобы вдохновить прохожих сделать пожертвования наличными или чеками в стилизованные красные котелки (ведерки).

## История
Традиция «Рождественского котелка» была заложена в 1891 году в Сан-Франциско офицером Армии Спасения капитаном Джозефом МакФи (англ. Joseph McFee). Он решил дать бесплатный рождественский обед для бедных в Сан-Франциско наподобие мероприятия, виденного им в английском Ливерпуле. В бытность моряком МакФи видел на пристани «Котелок Симпсона» (англ. «Simpson's Pot») для сбора пожертвований. Взяв эту идею за основу, МакФи попросил разрешения у городских властей Сан-Франциско разместить на треноге специальный горшок для сбора пожертвований от пассажиров на пристани в Окленде.
Идея распространилась, и теперь используется Армией Спасения во всём мире. Современные «Рождественские котелки» превратились в «музыкальные котелки», рядом с которыми играют рождественскую музыку. Сегодня принимаются и кредитные карточки.
Кампания «Рождественский котелок» традиционно стартует ежегодно во время перерыва в игре Даллас Ковбойз по случаю Дня благодарения.

## Особые пожертвования
После того как в 1982 году анонимно в котелок в городе Кристал Лейк, штат Иллинойс, впервые бросили золотые монеты, это превратилось в традицию в США. С тех пор многие жертвуют не только золотые монеты, но и редкие монеты, золотые медали и ювелирные изделия.
В частности, среди находок были:
- Различные монеты.
  - Американский золотой орёл[5][6];
  - Крюгеррэнд[2][7];
- Редкие монеты.
  - 2,5 доллара США[2];
  - Двойной орёл[8];

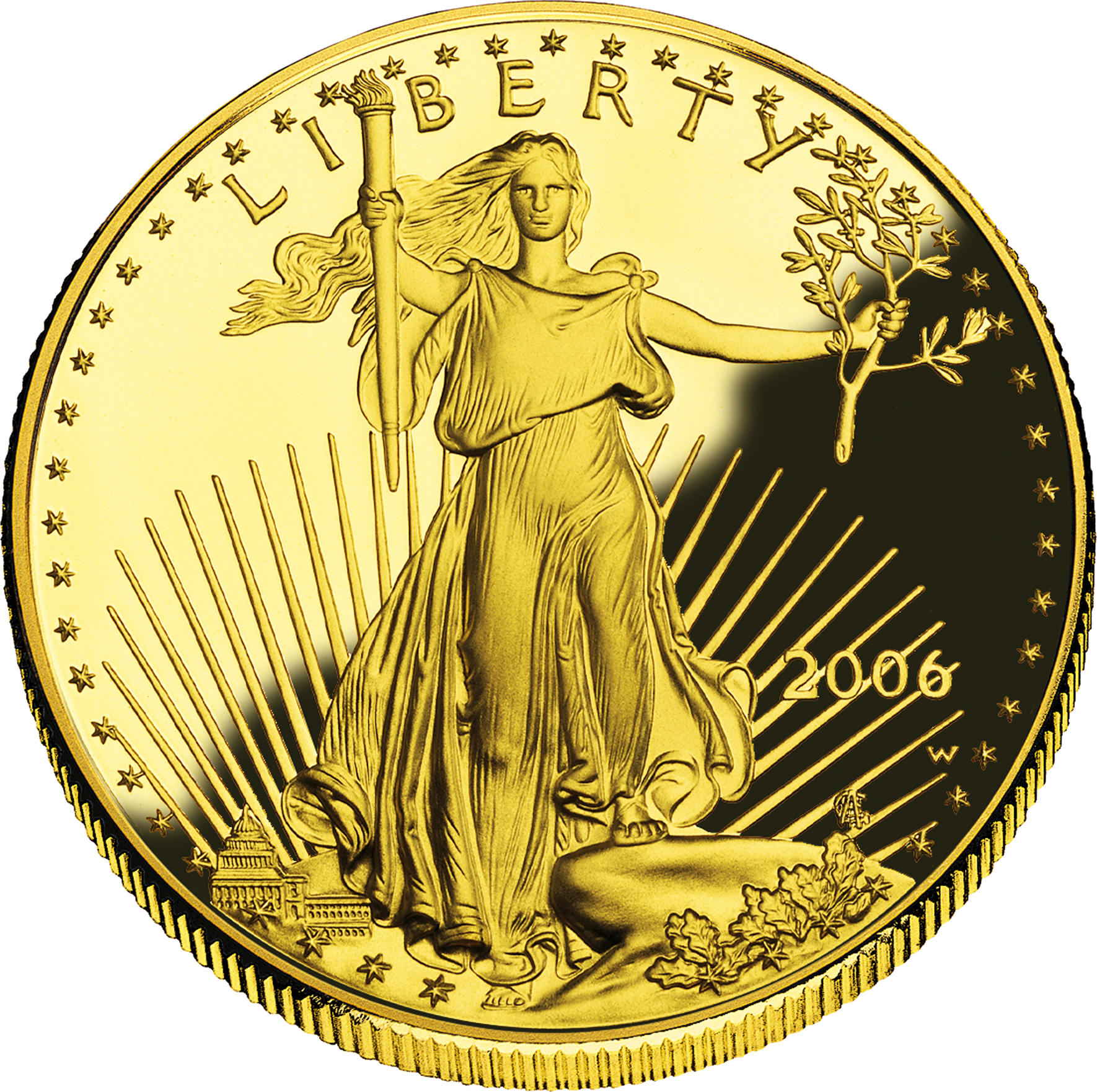
Американский Золотой орёл

  - Поддельный серебряный доллар 1804 года[2];
- Ювелирные изделия.
  - Кольцо с ⅓-каратным бриллиантом[2];
  - Пять золотых колец (дань песне «Двенадцать дней Рождества»);
- Чек на 14 845 долларов[2].
- Золотые зубы[9].

Кроме того, в котелки Армии Спасения часто попадают незначительные предметы и даже мусор, например конфеты, обёртки и другой разный хлам.